# Bromopsis taurica
Bromopsis taurica là một loài thực vật có hoa trong họ Hòa thảo. Loài này được Sljuss. mô tả khoa học đầu tiên.